# Fiat 515
El Fiat 515 fue un modelo de automóvil producido por la marca italiana Fiat desde 1931.Incorporaba la carrocería grande del Fiat 522, y el motor económico de 1438 cc del Fiat 514.

## Descripción
Disponía de cuatro puertas, las delanteras con apertura de adelante a atrás y las traseras al contrario. A su vez tenía tres ventanas laterales. El parabrisas se abría sobre unas palomillas de arco giratorias para permitir entrar el aire. En el techo, a lo largo de todo el parabrisas, tenía un pequeño parasol exterior. La incorporación en este modelo de frenos hidrulicos constituyó una novedad para la época.